# Lekaryds distrikt
Lekaryds distrikt är ett distrikt i Alvesta kommun och Kronobergs län. Distriktet ligger norr om Alvesta. 

## Tidigare administrativ tillhörighet
Distriktet inrättades 2016 och utgörs av en del av området som Alvesta köping omfattade till 1971, den del som före 1952 utgjorde Lekaryds socken.
Området motsvarar den omfattning Lekaryds församling hade 1999/2000.